# زعاف (سم حيواني)

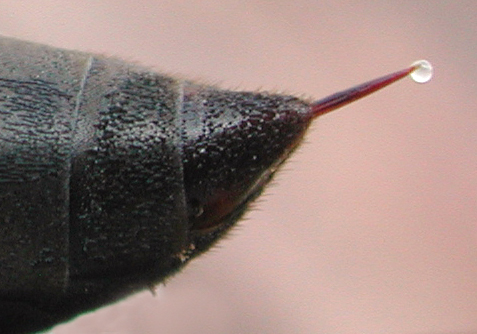
شوكة دبور عليها قطرة سم

الزعاف أو السُم الحيواني هو نوع من السموم تُنتجها الحيوانات لتصيب به ضحيتها عن طريق العض أو اللدغ أو غيرها، عبر الاستعانة بعضو مخصص لإيصال السم، كالناب الداخلي أو الشوكة، لإحداث حالة تسمم. غالبًا ما يتمييز الزعاف عن غيره من السموم التي تنتقل إلى الضحية بشكل سلبي عن طريق الابتلاع أو الاستنشاق أو الامتصاص عبر الجلد، أو التي تنتقل إلى السطح الخارجي للضحية عبر البصق أو الرش أو التلطيخ. ويتسبب الزعاف في وفاة عشرات الآلاف من البشر سنويًا.
تطور الزعاف في مجموعة واسعة من الحيوانات التي تقطن البيئات اليابسة والبحرية، سواء المُفترسة أو الضحية، الفقاريات أو اللافقاريات، وتُقسم السموم من خلال طريقة عملها والعضو التي تصيبه في الضحية إلى فئات، فمنها السموم النخرية والسموم الخلوية والسموم العصبية والسموم العضلية والسموم الدموية.
غالبًا ما يتكون الزعاف من خليط معقد من أنواع الذيفان (سم بروتيني) المختلفة، والتي قد تُستخدم في علاج مجموعة واسعة من الأمراض منها تجلط الدم والتهاب المفاصل وبعض أنواع السرطان. كما تبحث الدراسات المختصة في السموم المكونة للزعاف في إمكانية استخدامها في أمراض أخرى.

## آليات التأثير

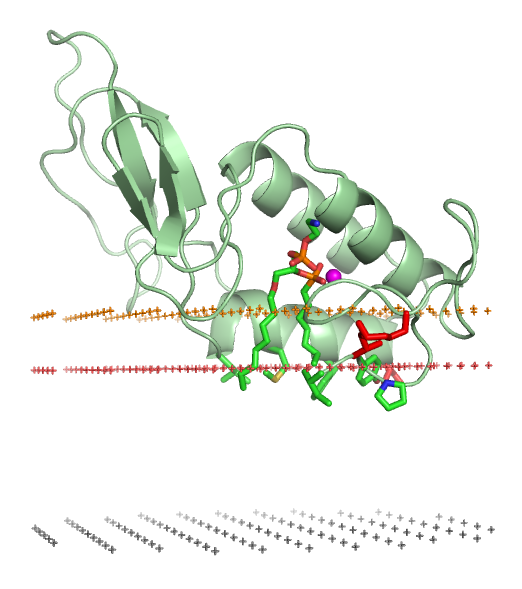
يُطلق إنزيم فسفوليباز A2 الموجود في زعاف النحل أحماض دهنية تؤثر على إشارات الكالسيوم.

يسبب الزعاف آثاره الحيوية عن طريق سموم الذيفان (سموم بروتينية) التي يحتويها؛ وتشمل الفئات الرئيسية لهذه السموم ما يلي:
- السموم النخرية: تسبب نخر الخلايا التي تصيبها، وتوجد في الأفاعي والنحل.
- السموم العصبية: تؤثر على الجهاز العصبي للضحية، وتوجد في عنكبوت الأرملة السوداء والعقارب وقناديل البحر المكعبية والقواقع المخروطية وأم أربعة وأربعين والأخطوط الأزرق الحلقات.[7]
- السموم العضلية: تسبب تلف عضلات الضحية، وتوجد في الأفعى المجلجلة والسحلية.[8][9][10][11]
- السموم الخلوية: تقتل الخلايا، وتوجد في سم نحل العسل.[12][13]

## النطاق التصنيفي
يُوزع الزعاف تصنيفيا على نطاق واسع، حيث يوجد في الفقاريات واللافقاريات، وفي الحيوانات المائية والبرية، وفي الحيوانات المفترسة والضحية كما يلي:

### المفصليات
تشمل المفصليات السامة كل من العناكب التي تلدغ ضحيتهامستخدمة مخلبها الفكي، وأم أربعة وأربعين التي تستخدم أرجلها الأمامية، والعقارب والحشرات اللادغة التي تقوم بحقن السم أثناء اللسع، وكذلك النحل والدبابير والتي تكون فيها شوكة اللسع عبارة عن مسرأ (جهاز وضع البيض) معدل. وتطلق أنثي دبور الورق الشمالي سمًا يحتوي على فرمون جنسي يحفز السلوك الجماعي عند الذكور. ويستخدم دبور الورق الغيني السم كفرمون إنذار لجذب الدبابير القريبة لمهاجمة المفترس.
تمتلك العديد من اليسروعات (المرحلة اليرقة من مراحل الفراشة) غددًا دفاعية سامة مرتبطة بشعيرات مخصصة على الجسم، وهي أقل سمية من تلك الموجودة في حشرة اللونوميا والتي يمكن أن تكون قاتلة للبشر.
يقوم النحل بتصنيع واستخدام سم عسل النحل الحمضي بغرض الدفاع عن خلايا النحل ومخازن الغذاء، في حين تستخدم الدبابير سمًا مختلفًا كيميائيًا لشل الفريسة، لذلك تظل فرائسها على قيد الحياة كمصدر طعام لصغارها. كما تشمل الحشرات المنتجة للزعاف نصفيات الأجنحة والنمل وغيرها. كما ينتج بعض أنواع النمل السم للتعقيم والتخلص من مسببات الأمراض.

### اللافقاريات الأخرى

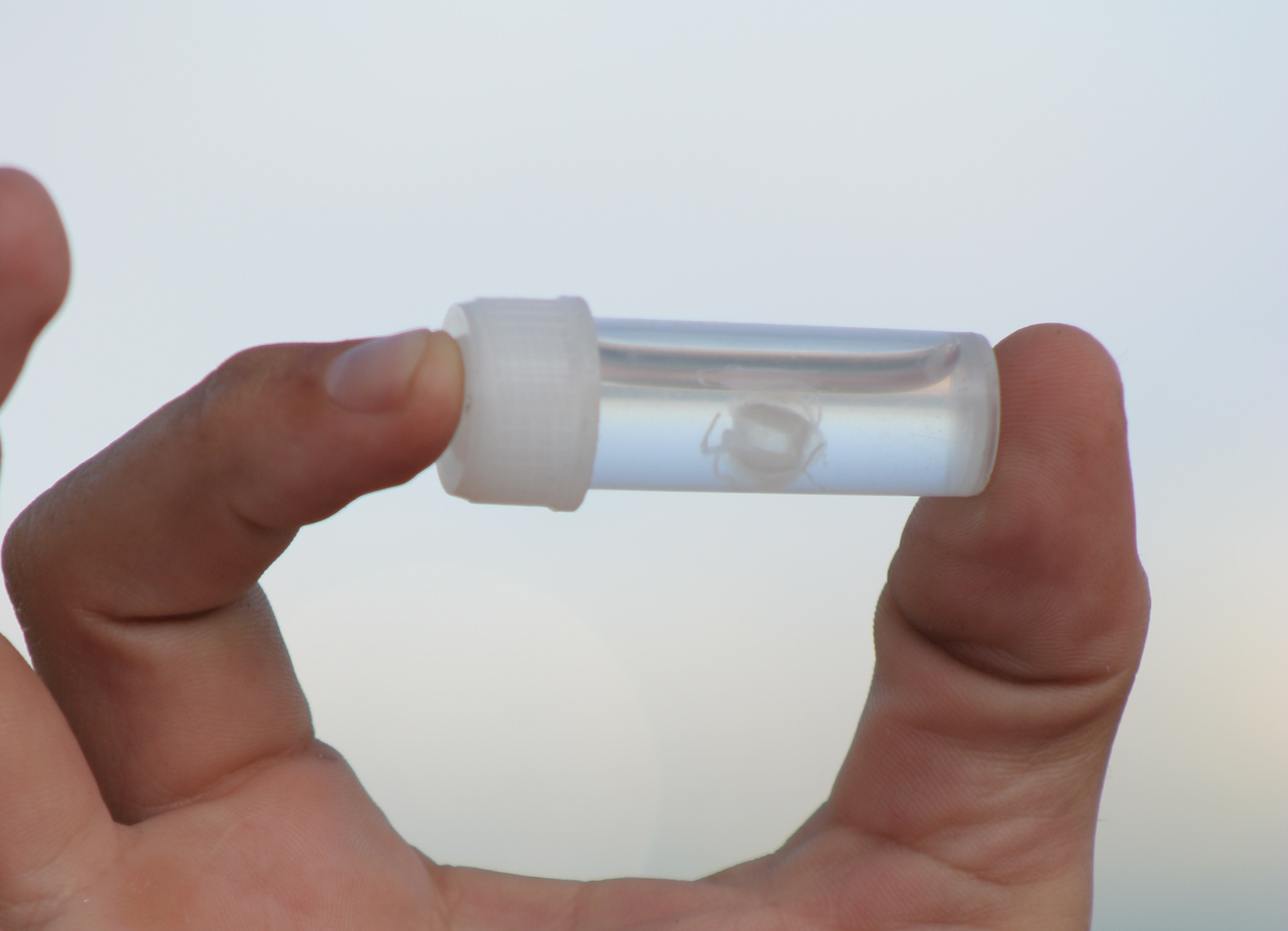
يبلغ حجم قنديل البحر المكعبي حجم ظفر الإصبع، ويفرز أحد أخطر السموم على الإطلاق، ويسبب متلازمة الإيروكانجي (ألم شديد وقيء وارتفاع سريع في ضغط الدم)

توجد اللافقاريات السامة في العديد من الشعب التصنيفية، وتشمل من قناديل البحر: قنديل البحر المكعبي الخطير  ورجل الحرب البرتغالي، ومن اللاسعات: شقائق النعمان البحرية، ومن شوكيات الجلد: قنافذ البحر، ومن الرخويات: القواقع المخروطية ورأسيات الأرجل والأخطبوطات.

### الفقاريات

#### السمك
يُنتج الزعاف ما يقترب من 200 نوع من السمك الغضروفي، ويشمل سمك الرقيطة والقرش والخرافيات؛ وبعض السلوريات الشكل (حوالي 1000 نوع سام)، وكذلك عدد من الفروع الحيوية لأشباه شوكيات الزعانف وعقارب البحر (أكثر من 300 نوع) والسمك الصخري (أكثر من 80 نوعًا) وأشباه أبو مليسيات والسيجان والجراحيات والسكات والطرخينيات وأسماك المنجم.

#### البرمائيات
تتمكن بعض أنوع السمندرية من قذف أضلاعًا حادة مملوءة بالزعاف، كما يوجد نوعان من الضفادع في البرازيل تمتلك أشواك صغيرة حول تاج جماجمهما تنقل السم إلى أهدافها.

#### الزواحف
يوجد حاليا ما يقترب من 450 نوعا من الثعابين السامة. وتنتج الأفاعي سمها عن طريق الغدد الموجودة تحت الفك السفلي، ويصل السم إلى الهدف من خلال أنياب الأفعى الأنبوبية. يحتوي زعاف الأفاعي على مجموعة متنوعة من السموم الببتيدية، ومنها إنزيم الببتيداز الذي يحلل الروابط الببتيدية البروتينية، وإنزيم النوكلياز الذي يحلل روابط فوسفات ثنائي الأستر في الحمض النووي، والسموم العصبية التي تعطل إشارات الجهاز العصبي. ويسبب سم الأفعى أعراضًا تشمل الألم، والتورم، ونخر الأنسجة، وانخفاض ضغط الدم، والتشنجات، والنزيف (يختلف حسب نوع الثعبان)، وشلل الجهاز التنفسي، والفشل الكلوي، والغيبوبة، والموت.
كما وُجد عدد قليل من الزواحف السامة الأخرى مثل السحلية المكسيكية والهيلية وتنين كومودو، وقد أظهر قياس الطيف الكتلي أن خليط البروتينات الموجودة في زعافها معقد مثل خليط البروتينات الموجودة في زعاف الأفاعي. وتمتلك بعض السحالي غدد سامة، وتشكل فرعًا حيويًا افتراضيًا يسمى حاملات السم والتي تضم الثعابين والإغوانيات وعائلات الورليات والبدغيات والفاغرات.

#### الثدييات
يُفترض أن بعض أنواع جنس وحشيات الرأس المنقرضة كانت تحتوي على غدد سامة متصلة بأسنانها الأنيابية.
تقل أنواع الثدييات السامة الموجودة حاليا، وتشمل مشقوق السن والزبابيات والخفافيش مصاصة الدماء وذكور خلد الماء وواللوريسيات البطيئة.

## الزعاف والإنسان
أدى التأثر بزعاف الحشرات إلى وفاة 57000 شخص في عام 2013، بانخفاض من 76000 حالة وفاة في عام 1990. كما استخدمت أنواع الزعاف الموجودة في أكثر من 173000 نوع من الكائنات الحية في علاج مجموعة واسعة من الأمراض، ونشر ذلك في أكثر من 5000 ورقة علمية.
يُستخدم الزعاف في الطب لعلاج بعض الأمراض مثل تجلط الدم والتهاب المفاصل وبعض أنواع السرطان. وقد وُجد أن سم الهيلية يحتوي على مادة إكسيناتيد التي تُستخدم في علاج مرض السكري من النوع الثاني. وقد أثبت بعض المواد المستخرجة من زعاف النمل الناري تطبيقات طبية حيوية مثل علاج السرطان والصدفية. وقد أُنشئ فرع من العلوم لدراسة البروتينات المرتبطة بالزعاف، وكيف يمكن استخدامها كوسائل العلاجية.

## مقاومة الزعاف
يتمتع الهوقل الكاليفورني بدرجات متفاوتة من مقاومة سم الأفعى الجرسية. وتعتمد هذه المقاومة على عدد الحيوانات الموجودة، فعندما تكون أعداد الأفاعي الجرسية أكثر كثافة، تكون مقاومة الهوقل أعلى، ومن ثم تقوم الأفاعي بزيادة تركيز فعالية سمها.
يفترس الثعبان الملك العديد من الثعابين السامة،  ويكون مقاوما لسموم هذه الثعابين مقاومة لا تختلف باختلاف العمر أو التعرض، ويكون محصنا ضد سم الثعابين الموجودة في بيئته المباشرة، لكنه لا يكون محصنا ضد سم الكوبرا الملكية أو المامبا السوداء.

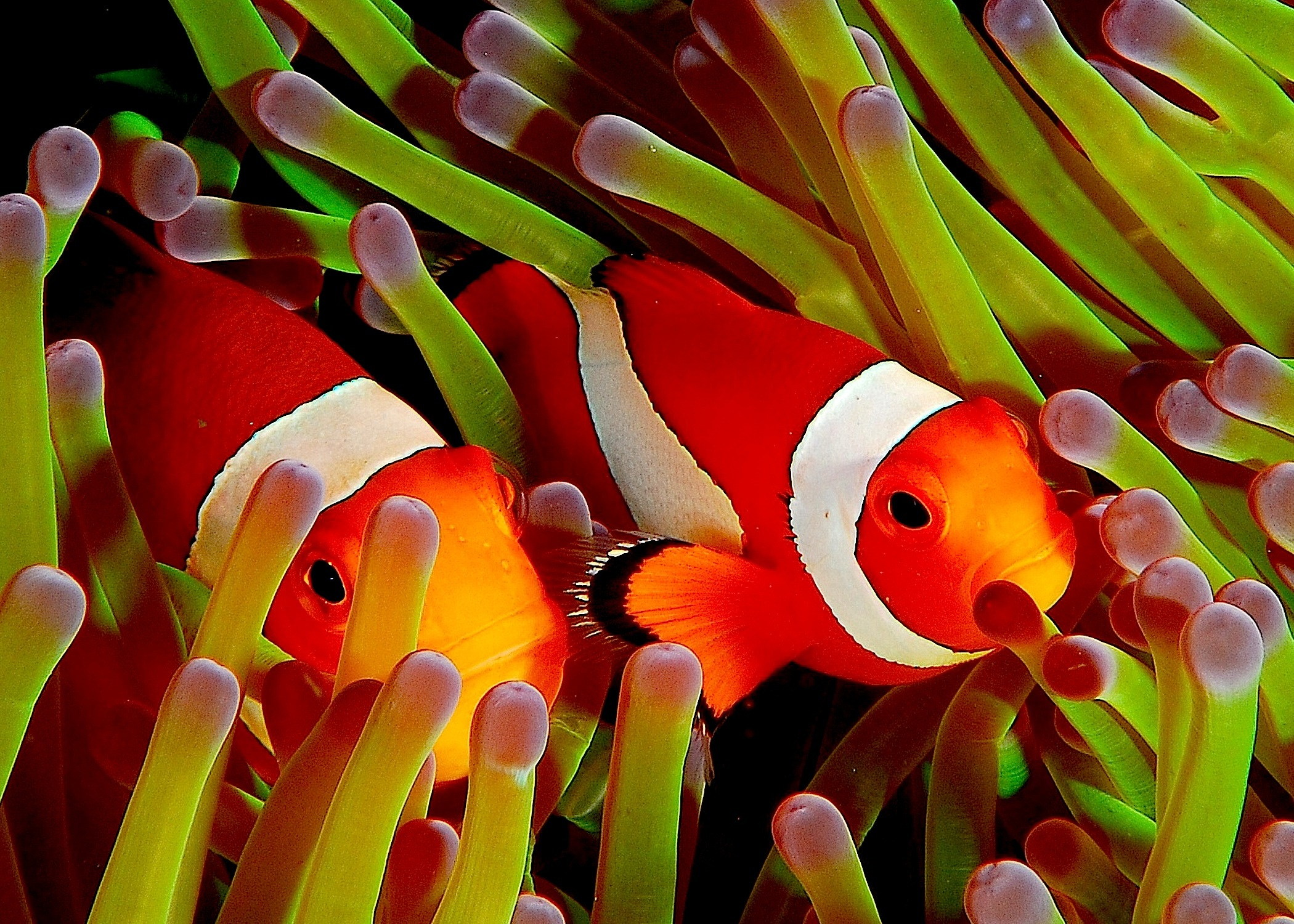
بين مخالب شقائق نعمان البحر السامة، تعيش سمكة المهرج الشائعة وتكون مقاومة لسمها.

تعيش سمكة المهرج دائمًا بين مخالب شقائق النعمان البحرية السامة ( تكافل إلزامي للأسماك)،  وتكون مقاومة لزعافها. وهناك 10 أنواع معروفة فقط من شقائق النعمان تستضيف سمكة المهرج، ولا يتوافق معها سوى أزواج معينة من سمك المهرج. وتصيب شقائق النعمان البحرية الضحية بزعافها من خلال تفريغ الخلية اللاسعة والإفرازات المخاطية، ويتكون زعافها من ببتيدات وبروتينات، وستخدم زعافها لاصطياد الطعام أو الدفاع عن نفسها ضد الحيوانات المفترسة، ويسبب زعافها ألم وفقدان التنسيق العضلي وتلف الأنسجة.
تمتلك أسماك المهرج مخاطًا وقائيًا يعمل بمثابة تمويه كيميائي يمنع شقائق النعمان من معاملتها كجسم غريب ومن ثم لا تصيبها بالزعاف. كما قد يتأقلم سمك المهرج مع مخاطه ليشابه مخاط نوع معين من شقائق النعمان البحرية.

## أنظر أيضا
- مؤشر شميث